# Guingamp
Guingamp (Gwengamp på bretonska) är en stad och kommun i departementet Côtes-d'Armor i regionen Bretagne i nordvästra Frankrike. Kommunen ligger i kantonen Guingamp som tillhör arrondissementet Guingamp. År 2022 hade Guingamp 7 127 invånare.

## Befolkningsutveckling
Antalet invånare i kommunen Guingamp
Referens:INSEE